# Tocco (Adelsgeschlecht)

Wappen der Tocco delle Onde

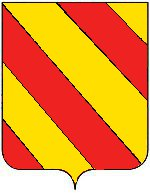
Wappen der Tocco delle Bande

Die Familie Tocco (auch de Tocco, di Tocco oder de Tocchi, griechisch Τόκκοι) ist eine neapolitanische Adelsfamilie, die in der ersten Hälfte des 13. Jahrhunderts in der Provinz Benevent in der heutigen Region Kampanien auftaucht.

## Herkunft
Die Herkunft der Familie bleibt aufgrund der fehlenden Dokumentation unklar, obwohl fast alle Autoren der Vergangenheit davon ausgehen, dass sie germanischen Ursprungs ist und eine sagenumwobene unwahrscheinliche königliche gotische oder longobardische Abstammung nahelegen. Wahrscheinlicher ist, dass der Stammvater mit Friedrich II. nach Italien kam.
Die Tocci, die sich in zwei Hauptzweige unterteilte:„Tocco delle Onde“ und „Tocco delle Bande“, gehörte in Neapel zum „großen Adel“, wo sie zum Patriziat der Seggi di Capuana und Nido gehörten.

## Name
Der Familienname bezieht sich wahrscheinlich auf den Besitz der Burg von Tocco Caudio in der Provinz Benevento in Kampanien.
Die nicht immer zuverlässigen „Stammtafeln zur Geschichte der europäischen Staaten“ III, 594 zeigen über ein Dutzend Personen mit dem Nachnamen Tocco, die im 13. und 14. Jahrhundert in Neapel und Melfi lebten und in einigen Fällen Beziehungen untereinander aufweisen. Drei Generationen der Familie Tocco sind in Süditalien im 13. Jahrhundert als Herren der Burg Buonalbergo vertreten. Allerdings ist nicht bekannt, ob es sich um direkte Vorfahren der Familie Tocco handelte, die später auf die Ionischen Inseln zogen.
Der unter den Albanern Kalabriens (Arbëresh) berühmte Familienname Tocci erinnert an die Tocco, die keine Albaner waren aber in ihren Gebieten im Osten, die sich zwischen dem 14. und 15. Jahrhundert von den Ionischen Inseln bis in den Nordwesten Griechenlands und an die Küste der Insel Peloponnes erstreckten, zahlreiche albanische Untertanen und Soldaten hatten. Es ist sehr wahrscheinlich, dass sie zusammen mit Leonardo III. Tocco 1479 ins Königreich Neapel flüchteten.

## Geschichte
In den letzten Tagen des Aufenthalts Kaiser Friedrichs II. in Deutschland (zwischen 1235 und 1237) wird ein Guglielmo (Wilhelm) [di Tocco] genannt. Wir wissen auch, dass Guglielmo I. († 1275) im Jahr 1244 „Cancelliere“ von Kaiser Friedrich II. war, einige Lehen in Apulien und die Burg von Tocco Caudio in der Provinz Benevento in Kampanien besaß. Das 1253 von König Konrad IV. erhaltenen Privileg über die Burg verfügen zu können, wurde in der angevinischen Zeit (1266–1282) aufgehoben.

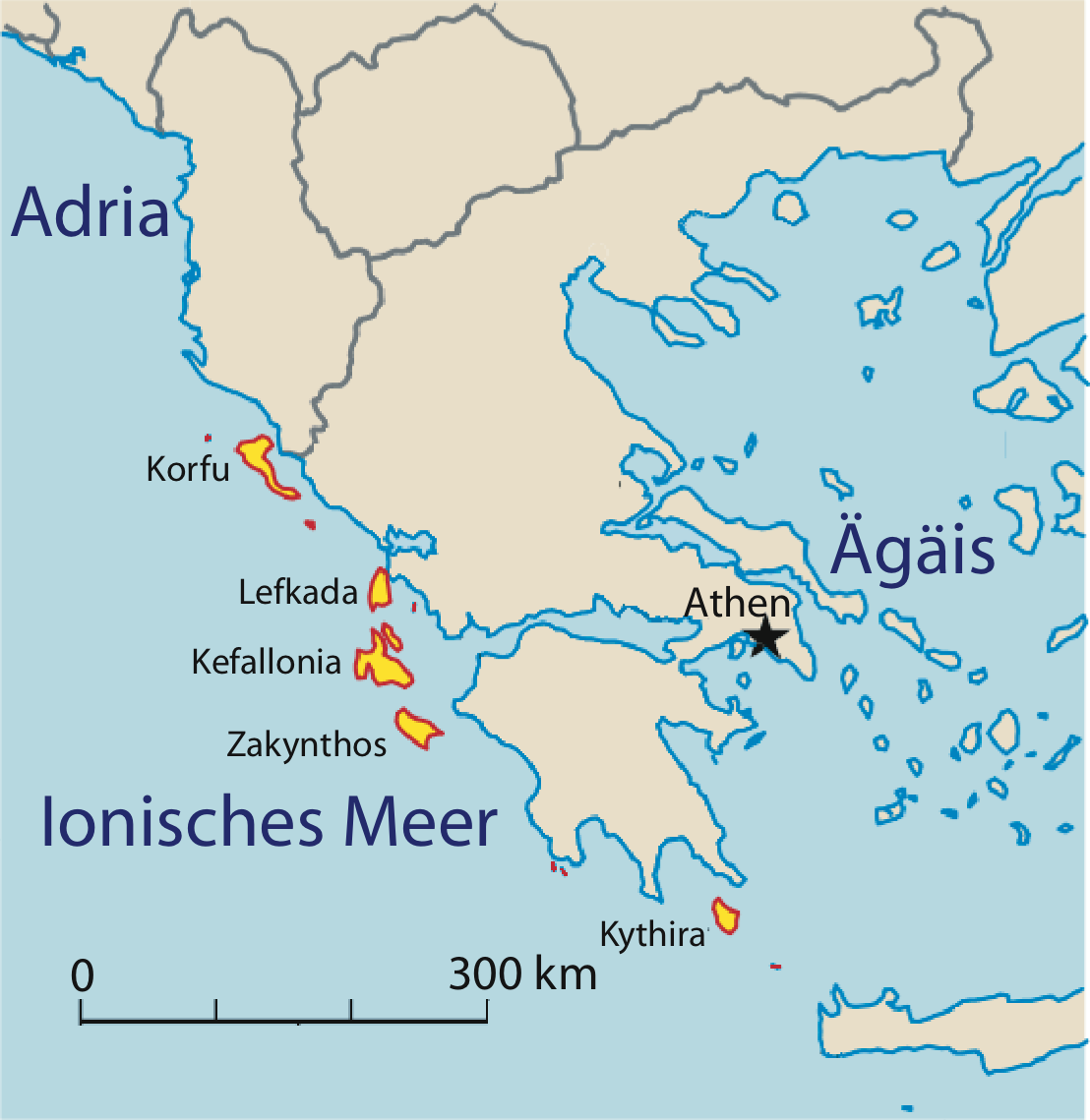
Lage der Inselgruppe Ionische Inseln

Die Tocci waren treue Helfer der angiovinischen Monarchie in Neapel, so dass sie im 14. Jahrhundert sehr einflussreich auf den Ionischen Inseln waren.

### Guglielmo II. Tocco
1294 erhielt Philipp I., Fürst von Tarent, von seinem Vater Karl II. von Anjou, König von Neapel, die Suzeränität über das Fürstentum Achaia, das Herzogtum Athen und das Regnum Albaniae, die angevinischen Rechte und Ansprüche auf Thessalien und Romania und die angiovinischen Besitzungen Korfu und Buthroton gegen einen Jahreszins von „sechs Sammetgewändern“. 1330/31 wird Guglielmo II. Tocco im Namen des Hauses Anjou als Gouverneur und Magister Massarius (Verwalter des Grundbesitzes) von Korfu erwähnt.
Guglielmos Nachkommen herrschten als Pfalzgrafen von Kefalonia, Herren von Montemiletto und später auch über Teile des Despotats Epirus.

### Pietro II. und Leonardo I. Tocco

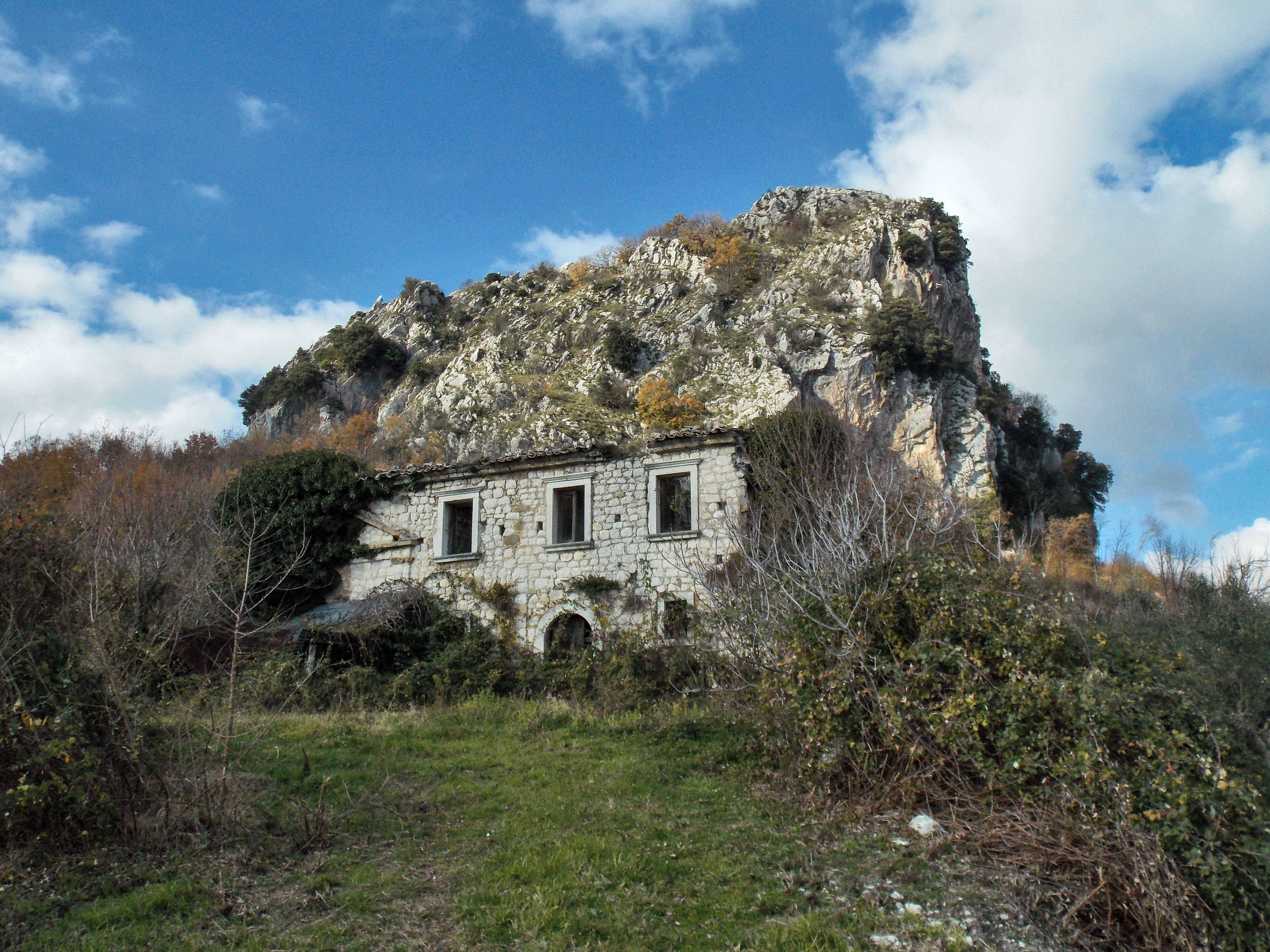
Pietra di Tocco mit den Ruinen der San-Michele-Kapelle und eines Bauernhofes

Am 3. November 1347 fiel Ludwig I. von Ungarn in das Königreich Neapel ein, um seinen ermordeten Bruder zu rächen. Während es Königin Johanna I.  von Neapel gelang, mit ihrem zweiten Ehemann Ludwig von Tarent aus Neapel zu fliehen und in Avignon Zuflucht zu suchen, wurde Ludwigs Bruder, Robert von Tarent (Fürst von Tarent, Regnum Albaniae und Achaia, sowie Titularkaiser von Konstantinopel aus dem älteren Haus Anjou) in Aversa gefangen genommen und 1348 nach Ungarn verbracht. Pietro und sein Bruder Leonardo I. liehen für die Freilassung des Fürsten aus der ungarischen Gefangenschaft Geld. Aus einem Brief von Margherita von Tarent (Schwester von Robert und Ludwig von Tarent) vom 25. Juli 1350 (?) ergeht, dass Pietro nach Ungarn entsendet wurde, um die Befreiung des Fürsten zu verhandeln.
Als er im März 1352 freigelassen wurde, erhielt der Sohn von Guglielmo II. Tocco, Pietro II., der an Roberts Befreiung „hart“ mitgearbeitet hatte, laut Privileg aus dem Jahr 1353, die Lehen Martina, Gualda (Gebiet von Martina Franca) und Santa Maria della Vetrana (heute Avetrana) in der Provinz Tarent, Pomigliano d’Arco in der Metropolitanstadt Neapel und einige Güter auf Korfu. Am 26. September 1353 erhielt sein Bruder Leonardo I. die Baronie Tocco, Vitulano, Casafolese und Pietra di Tocco in der Nähe von Tocco Caudio.

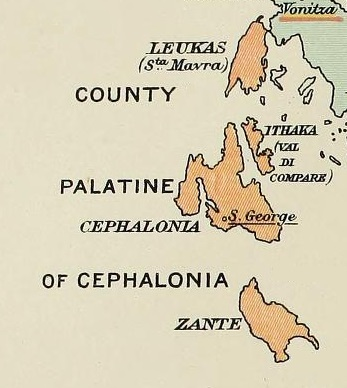
Pfalzgrafschaft Kefalonia, Ithaka und Zakynthos (1388)

Als Königin Johanna 1364 Pietro II. die Privilegien bestätigte, wurde dieser außerdem 1. Graf von Martina. In Martina Franca gibt es heute noch "Via Pietro del Tocco".
Robert, der den Wunsch hatte das Reich von Konstantinopel für seine Mutter, Katharina von Valois-Courtenay, Titularkaiserin von Konstantinopel, zurückzuerobern, begab sich mit den beiden Tocco-Brüdern 1353/54 nach Griechenland, wo es ihnen gelang Korfu, Kefalonia, Zakynthos, Ithaka, Arta, die Festung Vonitsa und andere Orte auf dem Festland von Morea unter ihre  Kontrolle zu bringen. Robert betitelte sich selbst als Herzog von Lefkada und machte Leonardo I. Tocco 1357 zum 1. Pfalzgrafen von Kefalonia. Während Leonhard als Generalkapitän zurückblieb, kehrten Robert und Pietro II. 1364 nach Neapel zurück. Robert von Tarent starb am 17. September 1364 in Neapel.
Leonhard gehörte zu den Gesandten, die sich 1374 nach Neapel begaben, um der Königin Johanna I., nach dem Tod von Philipp II. von Tarent das Fürstentum Achaia anzubieten.

### Die Herren von Montemiletto
Guglielmo III., Sohn von Pietro II. kaufte um 1383 von König Karl III. das Lehen von Montemiletto mit Cerreto (heute Contrada von Montemiletto) und Serra Montorio.
Als er 1404 verdächtigt wurde geheime Vereinbarungen mit Raimondo Orsini del Balzo, dem 14. Fürsten von Tarent getroffen zu haben, wurde er zusammen mit seinen Söhnen Algiasi I., Pietro III. und Leonardo im Castel Capuano in Neapel inhaftiert und mit dem Versprechen freigelassen zu werden, gezwungen, seine Lehen zu verkaufen. Unmittelbar nach der Befreiung im Jahr 1408 begab er sich mit seinem Cousin Carlo I. ins Exil, starb aber plötzlich auf der Reise in Manfredonia.
Algiasi I. starb 1461 an einem unbekannten Ort. Nach 5 Generationen starb die Linie von Montemiletto mit Giambattista II. Tocco († Testament vom 21. November 1631) aus. Der Besitz von Montemiletto ging an Carlo, Cousin von Giambattista II., der 1614 von diesem adoptiert worden war.

### Die Pfalzgrafen von Kefalonia

#### Leonardo I. Tocco

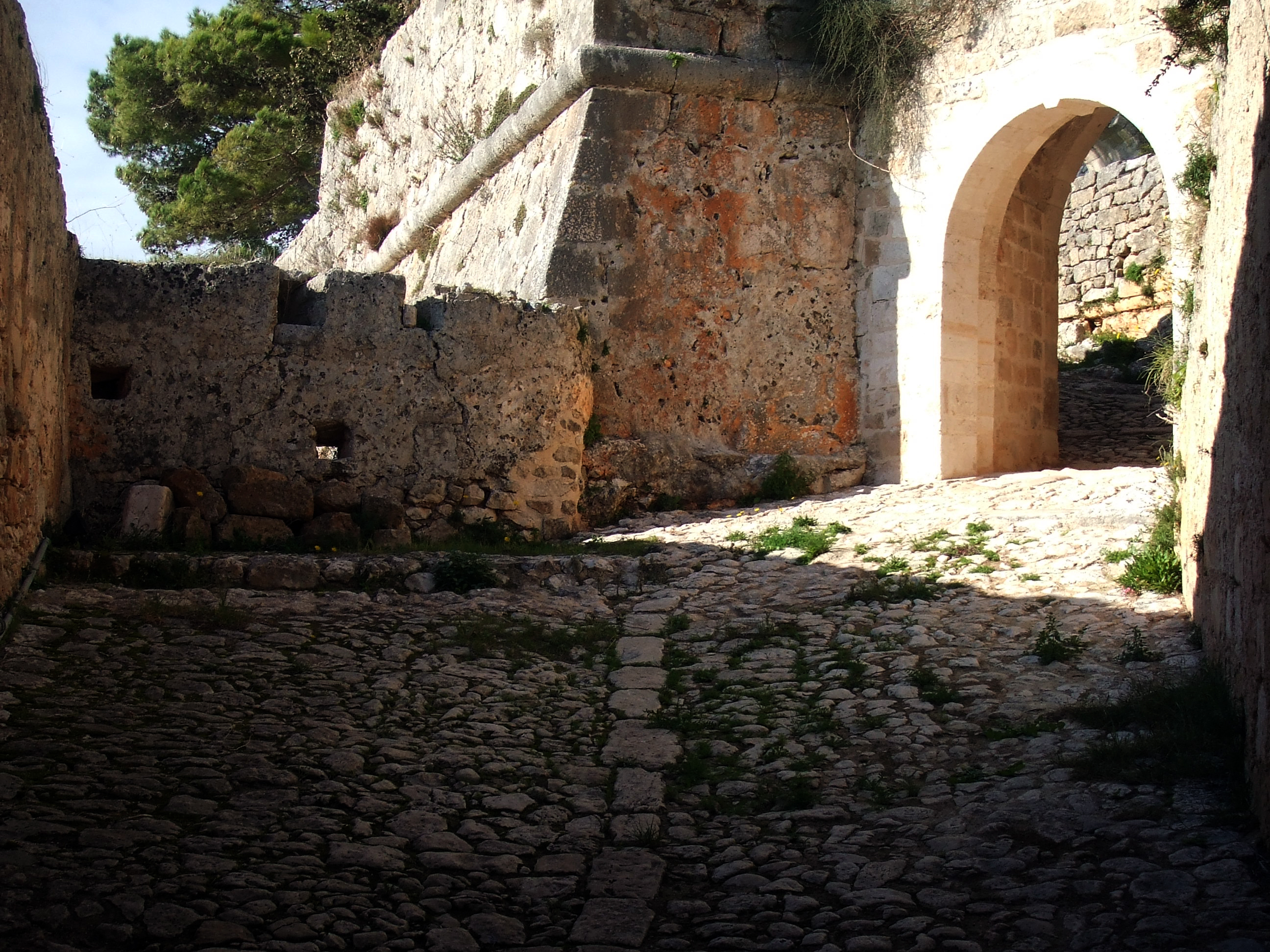
Die Burg Agios Georgios auf Kefalonia

Der 1. Pfalzgraf von Kefalonia und Zakynthos von 1357 bis zu seinem Tod im Jahr 1379 war Leonardo I., Sohn des Guglielmo Tocco, des Gouverneurs von Korfu und dessen Frau Margherita Orsini, der Tochter von Giovanni I. Orsini, dem Pfalzgrafen von Kefalonia. Da Leonardos Mutter Teilerbin von Zakynthos war, besaß dieser somit ein Anrecht auf die Pfalzgrafenwürde. Leonardo gilt als der Stammvater der Tocco-Linie von Achaia, die über die Ionischen Inseln und bis zur zweiten Hälfte des 15. Jahrhunderts über Teile des Despotats Epirus herrschte.
Robert von Tarent, der Fürst von Tarent, Regnum Albaniae und Achaia, sowie Titularkaiser von Konstantinopel aus dem älteren Haus Anjou war, hatte den Wunsch das Reich von Konstantinopel für seine Mutter, Katharina von Valois-Courtenay, Titularkaiserin von Konstantinopel, zurückzuerobern. Aus diesem Grund begab er sich mit den beiden Tocco-Brüdern Pietro II. und Leonardo I. 1353/54 nach Griechenland, wo es ihnen gelang Korfu, Kefalonia, Zakynthos, Ithaka, ArtaArta (Griechenland), die Festung Vonitsa und andere Orte auf dem Festland von Morea unter ihre Kontrolle zu bringen. Robert betitelte sich selbst als Herzog von Lefkada und machte Leonardo I. Tocco 1357 zum 1. Pfalzgrafen von Kefalonia.

#### Carlo I. Tocco

Ererbte Territorien, dauerhafte und temporäre Erwerbungen von Carlo I. Tocco

Als Leonardo I. Tocco 1381 starb, wurde sein minderjähriger Sohn Carlo I. unter der Vormundschaft seiner verwitweten Mutter Maddalena Buondelmonti und seines Onkels Esau Buondelmonti 2. Pfalzgraf von Kefalonia und Zakynthos.  Königin Johanna I. von Neapel, seit 1343 Herrscherin des Reiches der Anjou in Süditalien, erkannte das Erbe sogleich an.
Bis 1385 entfalteten die Albaner nach dem Tod Leonardos I. eine bedeutende Expansionskraft und besetzten 1376 oder 1377 Naupaktos, die letzte Stadt der Anjou in diesem Gebiet. Die Albaner griffen auch Lefkada an, um die Insel auszurauben. Damit bedrohten sie nicht nur die Tocco, sondern auch die Handelswege Venedigs. Obwohl Mutter und Sohn veneyianische Bürger waren, und damit weitreichende Rechte in Venedig besaßen, betrachtete Maddalena die Venezianer nicht weniger als Gegner, als die Albaner. So erlegte sie ihnen 1383 hohe Abgaben bei der Vorbeifahrt an Lefkada auf. Als sie sich an die Genuesen, die scharfen Rivalen der Venezianer, um Hilfe wandte und ihnen ebenfalls Privilegien einräumte.
Bald gelang es Carlo, bei König Ladislaus von Neapel, seit 1386 Nachfolger Johannas, die Lösung der lehensrechtlichen Bindungen zum Fürstentum Achaia zu erreichen – war die Pfalzgrafschaft Kefalonia bisher dem Fürstentum Achaia als Lehen unterstellt gewesen, so war sie von nun an unabhängig von Achaia und damit gleichrangig. 1399 verzichtete Carlo I. zugunsten seines Bruders Leonardo auf Zakynthos, das von der Pfalgrafenschaft Kefalonia als Paragium oder Partagium abgetrennt wurde. Zusammen mit seinem Bruder Leonardo II. besetzte Carlo I. 1406 Natolico, Angelokastron (seit 2011 ein Ortsteil von Agrinio) und Dragomeste, 1418 Jannina und Arta. Im Sommer 1407 eroberten die Brüder Clarentza auf dem griechischen Festland, 1411 Ioannina mit nur 100 Mann und 1412 wurde die Armee der Tocco-Brüder in der Schlacht bei Kranea (wahrscheinlich das heutige Kranë im Qark Vlora, Albanien) völlig aufgerieben. Im Sommer/Herbst 1413 besiegten die Brüder mit venezianischer Hilfe Centurione II. Zaccaria in einer Seeschlacht bei Glarentza.
Als erstgeborener Sohn hatte Carlo über seine Mutter Maddalena Buondelmonti und seine Großmutter väterlicherseits Margherita Orsini Angelo Dukas (* um 1300; † 1339), Tochter von Nikephoros I. Komnenos Dukas Angelos, 4. Despot von Epirus und Anna Paleologa Cantacuzena, die Nichte oder Enkelin des Kaisers Michael VIII einen Anspruch auf das Despotat Epirus. Im Frühjahr 1415 begab sich Carlos Bruder Leonardo als Botschafter zum byzantinischen Kaiser Manuele II. Palaiologos nach Mystras, um den Despotentitel seines Bruders Carlo zu verfechten. Im April/Mai (oder August) 1415 wurde Leonardo vom byzantinischen Kaiser Manuele II. mit den Titeln und der Würde „Megas Kontostaulos und Catacuzeno“ ausgezeichnet.
Nach Abschluss seiner Feldzüge gegen die Albaner hatte Carlo den Großteil von Epirus unter seine Kontrolle gebracht. Während der nächsten elf Jahre herrschte Carlo als Despot über Epirus, seine Residenz war Ioannina. Da Carlo mit seiner Frau Francesca Acciaiuoli, Tochter des Herzogs von Athen, Nerio I. Acciaiuoli, und der Agnese Saraceno keine Nachkommen hatte, erklärte er schon 1414 Carlo II., Sohn seines Bruders Leonardo zu seinem Erben. Im Testamento aus dem Jahr 1429 hinterließ ihm sein Onkel Carlo I. Kefalonia, Ithaca, Zakynthos, Ioannina und Arta.

## Bedeutende Mitglieder der Familie Tocco

### Herr von Tocco Caudio
- Guglielmo I. Tocco

### Gouverneur von Korfu
- Guglielmo II. Tocco,  neapolitanischer Patrizier; ab 1330 ca. Gouverneur von Korfu;

### Herr von Martina Franca, Santa Maria della Vetrana, Pomigliano d’Arco
- Pietro II. Tocco, ab 1353 Herr von Martina (Franca), Santa Maria della Vetrana (bei Castellana Grotte), Pomigliano d’Arco; 1. Graf von Martina ab 1364

### Herren von Montemiletto
- Guglielmo III. Tocco, 1. Herr von Montemiletto (kaufte Montemiletto im Jahr 1383)
- Algiasi I. Tocco, 2. Herr von Montemiletto

### Pfalzgraf von Kefalonia, Herzog von Lefkada und Herr von Vonitsa und Tocco
- Leonardo I. Tocco, ab 1353 Herr von Tocco (Caudio); Pfalzgraf von Kefalonia 1357–1376; ab 1362 Herzog von Lefkada und Herr von Vonitsa; Sohn des Guglielmo II. Tocco

### Pfalzgrafen von Kefalonia und Despoten von Epirus
- Carlo I. Tocco, Herzog von Lefkada, Pfalzgraf von Kefalonia 1376–1429, Despot von Romania (Akarnanien, Ätolien und Epirus von 1418–1429), Sohn Leonardos I.
- Carlo II. Tocco, Pfalzgraf von Kefalonia und Despot von Arta 1429–1448, Sohn Leonardos II.
- Leonardo III. Tocco, letzter Pfalzgraf von Kefalonia und Despot von Arta 1448–1479, Sohn Carlos II.
- Carlo III. Tocco, Titular-Despot von Arta, Sohn von Leonardo III. (der Titel „Despot von Arta“ wurde von den Nachkommen noch bis ins 17. Jahrhundert geführt)

### Pfalzgraf von Zakynthos
- Leonardo II. Tocco, ab 1399 Pfalzgraf von Zakynthos (Abspaltung von Zakynthos als Paragium), Bruder von Carlo I. und Vater von Carlo II. und Magdalena Tocco

### Andere Personen
- Antonio Tocco († 1483), Bruder Leonardos III., versuchte die ionischen Inseln zurückzuerobern und wurde dort getötet
- Magdalena Tocco, Tochter von Leonardo II. und Schwester von Carlo II. Tocco, Gattin des letzten byzantinischen Kaisers Konstantin XI.
- Ferrante Tocco, illegitimer Sohn, spanischer Botschafter in England
- Terenzio Tocci (* 1880 in San Cosmo Albanese, Italien; † 1945 in Tirana, Albanien), albanischer Politiker von italo-albanischer Abstammung

## Nachkommen
- Guglielmo I. († 1275), Kanzler von Kaiser Friedrich II; Herr von Tocco (Caudio)[11] ⚭ N. N.[10]
  - Enrico (bl. 1275; † 1309), Ritter und königlicher Kapitän[10]
  - Rofiido († nach 1277), Richter von Melfi[10]
  - Pietro I. (bl. 1275; † 22. September 1335 in Neapel), Notar in Melfi[7] ⚭ 1. Pellegrina Malerba († nach 1278), Tochter des Ritters Rogerio; ⚭ 2. Isabella († nach 1330), Tochter von Pandolfo Dentice[37] (neapolitanischer Patrizier) und Fiorella[10]
    - Guglielmo II. (* um 1280;[38] † 22. September/November 1335), möglicher Sohn aus 1. Ehe, Gouverneur von Korfu (um 1330–1335); ⚭ 1. vor 1323 N.N. della Marra, Tochter von Nicola della Marra, 2. Herr von Serino (Provinz Avellino).[39]; ⚭ 2. vor 1311 Margherita Orsini Angelo Dukas (* um 1300; † 1339)[Anm. 4][26][27]
      - Nicoletto Tocco († 18. April 1347), neapolitanischer Patrizier, Abt; beerdigt in der dem St. Aspreno gewidmeten Tocco-Kapelle in der Kathedrale von Neapel (rechts von der Apsis). (Erstgeborener Sohn)[40]
      - Lodovico (Lisolo) († 11. Dezember 1360), neapolitanischer Patrizier, Seneschall des Fürsten von Tarent; war im Dienst der Königin Johanna I. von Anjou in Griechenland und Italien.[41] beerdigt in der dem St. Aspreno gewidmeten Tocco-Kapelle in der Kathedrale von Neapel (rechts von der Apsis).[Anm. 5][40]
      - Pietro II.[Anm. 6] (Petrillo) († nach 25. August 1377)[42][40], neapolitanischer Patrizier, Seneschall des Königlichen Hospizes zur Zeit von König Robert von Anjou; erhielt 1353 Martina, Gualda (Gebiet von Martina Franca) und Santa Maria della Vetrana (heute Avetrana) in Apulien, Pomigliano d’Arco in Kampanien und einige Güter auf der Insel Korfu; ab 1364 1. Graf von Martina[41] ⚭ 1. Covella Capece (oder Giovanna d’Aversana ?) († nach 1340); ⚭ 2. vor 19. April 1359 Isabella de Sabran († nach 1378), Tochter von Guglielmo (Graf von Celano, Gouverneur in den Abruzzen und Molise) und Francesca der Grafen von Celano[10]
        - Roberto († nach 25. August 1377), neapolitanischer Patrizier; durch Schenkung des Vaters erhielt er am 25. August 1377 das Land von Santa Maria dell'Avetrana und das Lehen auf Korfu.[Anm. 7][43]
        - Guglielmo III. (Gurello; † 1408 in Manfredonia), neapolitanischer Patrizier, 2. Graf von Martina, Herr von Pomigliano d’Arco, Casali[Anm. 8] im Fürstentum Achaia und Güter in Castel Morrone;[23] 1353 Ritter des Ritterordens „Ordine del Nodo“;[Anm. 9][3] kaufte 1383 Montemiletto;[10] verdächtigt geheime Vereinbarungen mit Raimondo Orsini del Balzo getroffen zu haben, wurde er gezwungen seine Lehen zu verkaufen;[23] ⚭ 1. 1381 Caterina Cantelmo (+ nach 24. Februar 1382/vor 1387), Tochter von Giacomo, Herr von Popoli und Alvito; ⚭ 2. 1387 (Ehevertrag 8. August 1387) Costanza (genannt Costanzella) Filangieri, Tochter von Giacomo (1. Graf von Avellino) und Giovanna Minutolo der neapolitanischen Patrizier des Seggio di Capuana;[44] ⚭ 3. Tocca Faraonia (oder Faraone; † nach 1408/ vor 1434)[24]
          - Pietro III. († zwischen 12. Januar und 29. Oktober 1420), neapolitanischer Patrizier ⚭ Lisula Minutolo (Troila, Zezola; † vor 29. Januar 1450), Tochter von Lisulo, Herr von San Valentino.[45]
          - Algiasi I. (Agesilao; † 1461), neapolitanischer Patrizier, Herr von Montemiletto und Montefusco und stand im Dienst der Anjou und der Aragonier; ⚭ 1425 Rita Barrile († nach 26. Dezember 1470), Tochter von Giovanni, neapolitanischer Patrizier des Seggio di Capuana[46]
            - Nicolò (Cola) Maria († 30. Juni 1524), neapolitanischer Patrizier, 3. Herr von Montemiletto und 2. Herr von Torre di Montefusco;  ⚭ Diana Carafa (Witwe von Giacomo Carbone, Herr von Paduli), Tochter von Diomede I.[47], 1. Graf von Maddaloni[10]
              - Algiasi II. Tocco († 17. Mai 1530), 4. Herr von Montemiletto und 3. Herr von Torre di Montefusco 1524/1530; ⚭ Giulia Caracciolo, Tochter von Nicola Antonio Caracciolo, neapolitanischer Patrizier und Maria Caracciolo[10]
                - Giambattista I. Tocco († nach 16. Juni 1533/1535), 5. Herr von Montemiletto und 4. Herr von Torre di Montefusco ab 1530; ⚭ Lucrezia Saraceno († nach 13. Juli 1564)[3][48] ⚭ Porzia Caracciolo, Tochter von Marino 2. Herzog von Atripalda und Crisostoma Carafa der Herzöge von Andria[10]
                  - Giovan Vincenzo († 18. August 1567), 6. Herr von Montemiletto ab 1535 , 1. Graf von Montemiletto ab 1. Januar 1567 ; ⚭ Zenobia Pignatelli († nach 30. November 1567), Tochter von Gian Giacomo, neapolitanischer Patrizier und Porzia Accrocciamura[49]
                    - Giambattista II. (auch Giovanni Battista; † Testament vom 21. November 1631), 2. Graf von Montemiletto ab 1567, 1. Fürst von Montemiletto ab 5. Dezember 1608; 1597 kauft er das Lehen von Montaperto (heute Fraktion von Montemiletto) und verkaufte es 1614 an seinen Cousin Carlo Tocco;[25] Herr von Montefalcone 1601/1628. Adoptierte 1614 seinen Cousin Carlo Tocco[10] (* 11. Juli 1592; † 14. Februar 1674), Sohn von Giovanni († 12. Mai 1626 in Sizilien), der 1632 2. Fürst von Montemiletto wurde[25]

                - Beatrice († nach 1561) ⚭ Cesare Beccadelli aua Bologna, neapolitanischer Patrizier[10]
                - Lucrezia († nach 1561)[10]
                - Ippolita († nach 1561)[10]

              - Giovanjacopo (* 1472; † 7. Juli 1520), ab 1505 Apostolischer Protonotar[10]
              - Achille († 9. November 1518), Ritter, diente in der neapolitanischen und französischen Armee; ⚭ vor 22. Mai 1494 Mattea Caracciolo, Tochter von Tiberio, neapolitanischer Patrizier und Sancia Sanseverino[10]
              - Vincenzo[10]
              - Sofia († nach 1517) ⚭ vor 1517 Francesco Boccapianola, neapolitanischer Patrizier[10]

            - Maria († ledig nach 1469/1480)[10]

          - Leonardo[Anm. 10] († ohne Kinder zu hinterlassen nach 3. September 1445), neapolitanischer Patrizier; ⚭ eine Tochter von Muriki Spata (albanisch: Muriq Shpata), Despot von Arta und Nerata, eine aus Serbien stammende Frau; das Paar hatte keine Kinder[10]
          - Covella († zwischen 7. Mai 1466 und 28. April 1469 in Montefredane) ⚭ Giacomo del Balzo († 22. April/2. Oktober 1444), Herr von Specchia[50]
            - Lucrezia[51]
            - Raimondo[51]
            - Caterina[51]
            - Giovannella[51]
            - Margherita[51]

        - Angela († nach 8. Mai 1418; unsichere Abstammung) ⚭ Tobia di Tocco (vielleicht ihr Cousin; † vor 8. Mai 1418)[52]
          - Giovannella di Tocco[52]

      - Leonardo I. († 1381)[53], ab 1353 Herr von Tocco (Caudio), Pfalzgraf von Kefalonia und Zakynthos (1357–1379), ab 1362 Herzog von Lefkada und Herr von Vonitsa[41]; Kammerherr[18] im Jahr 1353 ⚭  Maddalena († nach 11. März 1401), Schwester von Esau de’ Buondelmonti und Tochter von Manente Buondelmonti und Lapa Acciaioli[Anm. 11], Regentin von ihren Kindern über Kefalonia und Zakynthos von 1381 bis 1388.[10]
        - Petronilla († 1410) ⚭ 1. 1372 Nicolò II dalle Carceri († März 1383; ermordet während einer Treibjagd auf Naxos), Herzog des Archipels (oder Naxos), die die Inseln Naxos, Andros, Santorin und Milos im Ägaischen Meer umfasste;[54] ⚭ 2. nach März 1383 Nicolò di Antonio Venier († 30. September 1422), venezianischer Patrizier (ohne Nachkommen)[41]
        - Giovanna (* vor 28. Mai 1374) ⚭ Enrico Ventimiglia, 7. Graf von Geraci (investiert 1392), ohne Nachkommen[55]
        - Susanna (* vor 28. Mai 1374; † vor 1414) ⚭ 1395 ca. Nicola Ruffo (* 1359/1362; † 1434 in Kalabrien), 4. Graf von Catanzaro und ab 18. Oktober 1390, 1. Marquis con Catanzaro[55]
        - Carlo I.[Anm. 12] (zwischen dem 28. Mai 1374 und dem 25. August 1377 in Kefalonia (?); † 4. Juli 1429 in Ioannina),  neapolitanischer Patrizier, Herzog von Lefkada, Pfalzgraf von Kefalonia und Zakynthos (1381–1429), von 1418–1429 Despot von Romania (Akarnanien, Ätolien und Epirus); adoptierte die Söhne seines Bruders Leonardo II. noch vor 1414. ⚭ 1388 Francesca Acciaiuoli Signora von Megara und Sikyon (1430 besaß sie Lefkada und Vonizza mit dem Titel Vassilissa Romanorum), Tochter des Herzogs von Athen, Nerio I. Acciaiuoli, und der Agnese Saraceno, mit der er keine Nachkommen hatte. Carlo hatte sieben uneheliche Kinder von namentlich nicht bekannten Frauen.[10]
          - Ercolo (Ercole; † nach 1436)[Anm. 13] ⚭ 1414 ca. in Giannina Petronella Spata, Tochter von Sgouros Bua Spata, Herr von Angelokastron, Arta, Anatolico e Naupaktos[46]
            - Carlo[56]
            - Leonardo[56]

          - Torno (Turno; † nach 10. Dezember 1436)[Anm. 14] ⚭ N.N.[57]
            - Tochter (Name unbekannt), ⚭ 20. Mai 1436 in Aranatium (Riniasa?) N.N[56]

          - Menuno (Memnone; † nach 1449)[Anm. 15] ⚭ nach Oktober 1416 eine Tochter von Muriki Bua[57]
            - Giovannetto († nach 1436)[10]

          - Triano (alias Rolando, Orlando; † nach 20. August 1463)[Anm. 16] ⚭ ?[58]
          - Tochter (Name unbekannt; bl. 1411/1416) ⚭  6. Februar 1411 Carlo Marchesano[58]
          - Tochter (Name unbekannt; bl. 1412/1414)[Anm. 17] ⚭ 1. 1412 Mūsā Çelebi († 5. Juli 1413, im Auftrag seines Bruders Mehmet I. erwürgt in Çamurlu bei Sofia), Sekundogenitur von Bayezid I.; ⚭ 2. nach 1413 Hamza Pascha, Bruder von Bayezid Pascha, Großwisir von Sultan Mehmet I.[59]
          - Sohn (Name unbekannt)[59]

        - Leonardo II. (zwischen dem 28. Mai 1374 und dem 25. August 1377 in Kefalonia (?); † 1418 in Zakynthos), neapolitanischer Patrizier[60]
          - Carlo II.[61]
          - Creusa[62]
          - Maddalena[62]

      - Riccardo († nach 1324/1335), Ritter[41]
      - Francesco († nach 1335)[41]
      - Margherita († nach 25. August 1377), Brasilianische Nonne im Kloster San Gregorio Armeno in Neapel; wurde in der Vereinbarung ihres Bruders Pietro II. vom 25. August 1377 erwähnt.[63]
      - Caterina († nach 1340)[41], basilianische Nonne im Kloster San Gregorio Armeno in Neapel; zusammen mit ihrer Schwester Zapartilla erklärte sie in einem Akt vom 9. Februar (unbekanntes Jahr, vielleicht 1383) zwei Unzen von den Testamentsvollstreckern ihres Bruders Pietro erhalten zu haben.[63]
      - Zappartilla, basilianische Nonne im Kloster San Gregorio Armeno in Neapel; zusammen mit ihrer Schwester Caterina erklärte sie in einem Akt vom 9. Februar (unbekanntes Jahr, vielleicht 1383) zwei Unzen von den Testamentsvollstreckern ihres Bruders Pietro erhalten zu haben.[64]
      - Ciczula[Anm. 18] (wahrscheinliche Tochter † 18. August 1353); ⚭ Matteo Tortello, neapolitanischer Patrizier des Seggio di Capuana, Soldat.[64]

    - Giovanni († nach 13. März 1336), Neapolitanischer Patrizier[65]
    - Francesco († 13. März 1336), Neapolitanischer Patrizier[65]
    - Riccardo (bl. 1324/13. März 1336), Neapolitanischer Patrizier, Ritter[65]
    - Roberto (bl. 1335/1353), Neapolitanischer Patrizier, Abt[65]